# Calathea contrafenestra
Calathea contrafenestra är en strimbladsväxtart som beskrevs av H.A.Kenn. Calathea contrafenestra ingår i släktet Calathea och familjen strimbladsväxter. Inga underarter finns listade.